# (38517) 1999 TL249
1999 TL249 (asteroide 38517) é um asteroide da cintura principal. Possui uma excentricidade de 0.16932080 e uma inclinação de 7.20294º.
Este asteroide foi descoberto no dia 9 de outubro de 1999 por CSS em Catalina.